# Shoal Bay
Pour les articles homonymes, voir Shoal Bay (Darwin) et Shoal Bay Village.
Shoal Bay (1 750 habitants) est une ville portuaire de la baie de Port Stephens en Nouvelle-Galles du Sud en Australie.
La ville est située à 210 km au nord-nord-est de Sydney et à 63 km au nord-est de Newcastle.
La ville vit essentiellement du tourisme : surf, plongée, pêche, observation de mammifères marins.
Elle abrite une base d'interceptions de communications .